# جمعية بارزاني الخيرية
مؤسسة البارزاني الخيرية (بالكردية: دەزگای خێرخوازیی بارزانی)، (Dezgaha Xêrxwaziya Barzanî) هي منظمة غير حكومية وغير سياسية وغير ربحية تأسست عام 2005م في أربيل «هولير»، عاصمة إقليم كردستان العراق. يعد مسرور بارزاني هو رئيس مجلس إدارة مؤسسي BCF (جمعية البارزاني الخيرية).

## التسمية
تم تسمية جمعية بارزاني الخيرية على اسم الزعيم الكردي مصطفى بارزاني (1903م-1979م). تستند فلسفة العمل في المؤسسة على مقولة من مصطفى بارزاني حيث يقول «إنه لشرف من يخدم شعبه»، وتأخذ الجمعية هذه المقولة شعاراً لها.

## مقرات الجمعية
يقع المقر الرئيسي للجمعية في أربيل، عاصمة إقليم كردستان العراق ولها مكاتب في دهوك والسليمانية وجبل سنجار وألمانيا. بالإضافة إلى ذلك وبالتعاون مع مركز أربيل لتنسيق الأزمات المشترك، تقوم الجمعية بإدارة 13 معسكراً داخل محافظة أربيل.